# Elecciones presidenciales de Egipto de 1965
Las elecciones presidenciales de la República Árabe Unida (nombre oficial de Egipto entre 1958 y 1971), se llevaron a cabo el 15 de marzo de 1965. Gamal Abdel Nasser fue reelegido como candidato único propuesto por el parlamento. Ganó con casi siete millones de votos, y solo 65 en contra. La participación electoral fue nominalmente del 98.5% del electorado, pero se cree que la cifra es fraudulenta, al igual que en las anteriores elecciones desde 1956.

## Resultados
| Elección                           | Votos     | %    | Votos parlamentarios | %   |
| ---------------------------------- | --------- | ---- | -------------------- | --- |
| A favor                            | 6,950,098 | 100  | 350                  | 100 |
| En contra                          | 65        | 0.0  | 0                    | 0   |
| Votos en blanco/inválidos          | 489       | –    | –                    | –   |
| Total                              | 6,950,652 | 100  | 350                  | 100 |
| Votantes registrados/participación | 7,055,564 | 98.5 | 350                  | 100 |
| Fuente: Nohlen et al.              |           |      |                      |     |